# Kolonie Pełczyskie
Kolonie Pełczyskie – przysiółek wsi Złota w Polsce, położony w województwie świętokrzyskim, w powiecie pińczowskim, w gminie Złota.
W latach 1975–1998 przysiółek administracyjnie należał do województwa kieleckiego.